# Germán Linares Gutiérrez
Germán Linares Gutiérrez fue un político peruano. 
Fue elegido diputado por la provincia de Canas en 1945 con 1121 votos por el partido Union Revolucionaria durante el gobierno de José Luis Bustamante y Rivero. Fue miembro del Partido Aprista Peruano hasta su renuncia a fines de los años 1940.